# Oberkorn (It's a Small Town)
Oberkorn (It's a Small Town) este o instrumental piesă a formației britanice Depeche Mode. Piesa a apărut pe albumul A Broken Frame, în 1982.